# Gunung Kuning
Gunung Kuning is een bestuurslaag in het regentschap Majalengka van de provincie West-Java, Indonesië. Gunung Kuning telt 2017 inwoners (volkstelling 2010).